# Lissemys
Lissemys is een geslacht van schildpadden uit de familie weekschildpadden (Trionychidae). De groep werd voor het eerst wetenschappelijk beschreven door Malcolm Arthur Smith in 1931. 

## Uiterlijke kenmerken
Met een schildlengte van maximaal 40 centimeter blijven de soorten ook wat kleiner dan die uit de verwante geslachten Cyclanorbis en Cycloderma.

## Verspreiding en leefgebied
Er zijn drie soorten die allemaal voorkomen in Azië, in Bangladesh, Birma, India, Myanmar, Nepal, Pakistan, Sri Lanka en Thailand. De schildpadden zijn vooral te vinden langs de rivieren Indus en Ganges. Omdat alle andere soorten uit de onderfamilie Cyclanorbinae voorkomen in Afrika wordt het geslacht Lissemys ook wel gezien als een aparte onderfamilie (Lissemyinae). De soort Lissemys scutata wordt ook wel als ondersoort van Lissemys punctata gezien, in deze indeling telt het geslacht nog maar twee soorten.

## Taxonomie
Geslacht Lissemys
- Soort Lissemys ceylonensis
- Soort Indische klepweekschildpad (Lissemys punctata)
- Soort Burmese klepweekschildpad (Lissemys scutata)